# Тугладжи, Парс
Парс Тугладжи (тур. Pars Tuğlacı), настоящее имя Барсег Тугладжян (арм. Բարսեղ Թուղլաճյան;1 апреля 1933, Стамбул — 12 декабря 2016, там же) — турецкий энциклопедист, лингвист и лексикограф, историк, писатель, армянского происхождения.

## Биография
Окончил Мичиганский университет (1955).
Основные труды в области лексикологии и лексикографии.
Составитель многих двуязычных словарей по различным отраслям науки.
В 1971—1974 издал трёхтомный словарь «Okyanus» («Океан») — самый крупный толковый словарь турецкого языка.
Член общества турецкого языка.

## Сочинения
- Tıp Lugatı: İngilizce — Latince — Türkçe (Стамбул, 1964)
- Büyük Türkçe-İngilizce Sözlük (Стамбул, 1966)
- Büyük Türkçe-Fransızca Sözlük (Стамбул, 1968)
- Türkçede Anlamdaş ve Karşıt Kelimeler Sözlüğü (Стамбул, 1967)
- Osmanlı Saray Kadınları (Стамбул, 1985)
- Роль семейства Бальян в Оттоманской архитектуре